# Gawar
Gawar (armenisch Գավառ) ist die Hauptstadt der armenischen Provinz (Mars) Gegharkunik. Sie liegt westlich des Sewansees, im Armenischen Hochland und hat 22.143 Einwohner (Stand 2009).

## Geschichte
Der urartäische König Rusa I., Sohn von Sarduri, errichtete auf dem steilen Felsen oberhalb der Stadt eine Festung namens dḪaldiei URUKUR(Ḫaldi-Stadt). Sie sollte vermutlich die neu eroberte Provinz Ueliḫi absichern.
Der Ort wurde im Jahre 1830 von armenischen Einwanderern aus der Stadt Beyazıt in der heutigen Türkei gegründet und hieß daher Nor Bajaset (armenisch Նոր Բայազետ) beziehungsweise Nowo-Bajaset (russisch Ново-Баязет, beides mit der Bedeutung Neu-Beyazıt). Der Ort erhielt 1850 die Stadtrechte als Sitz eines Ujesds im Gouvernement Eriwan. In der Zeit der Sowjetunion war ab 1936 auch im Russischen die armenische Namensform als Nor-Bajaset (Нор-Баязет) offiziell. Von 1959 bis 1996 hieß die Stadt Kamo, nach dem Kampfnamen des georgischen Revolutionärs armenischer Abstammung Semjon Ter-Petrosjan.

## Wirtschaft
Die Stadt hatte in den 1980er Jahren mehr als 35.000 Einwohner, aber nach dem Ende der Sowjetunion brachen die industrielle Produktion und damit die Beschäftigungs- und Einkommensmöglichkeiten weitgehend zusammen, und die Bevölkerung nahm durch Abwanderung, insbesondere von Arbeit suchenden Männern nach Russland, stark ab. Erst in den letzten Jahren ist wieder ein leichter wirtschaftlicher Aufschwung zu beobachten.

## Galerie

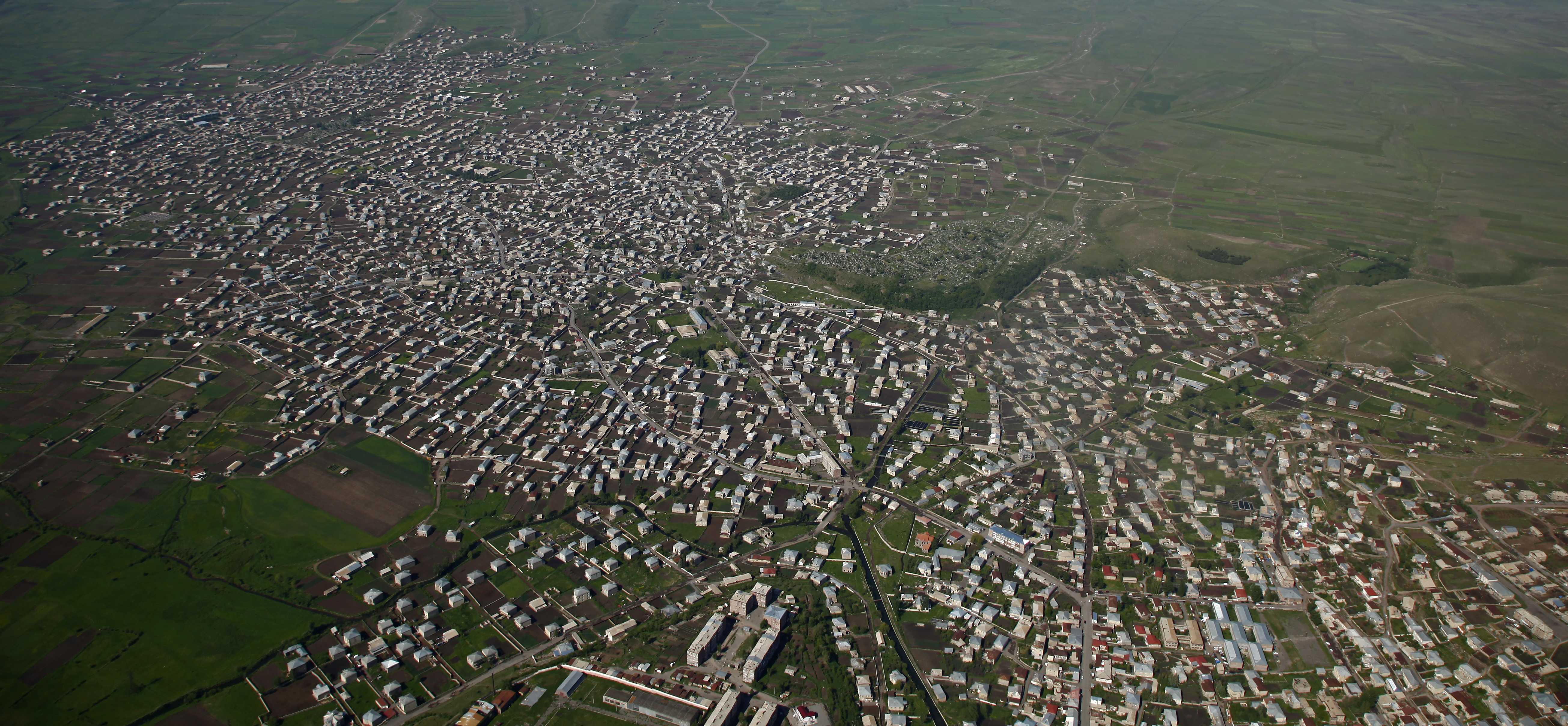
Gawar von oben, 2012
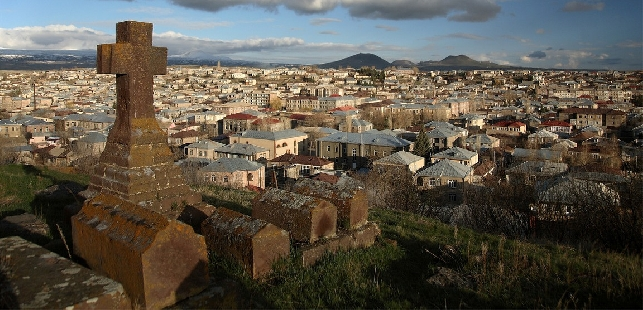
Stadtansicht, 2011
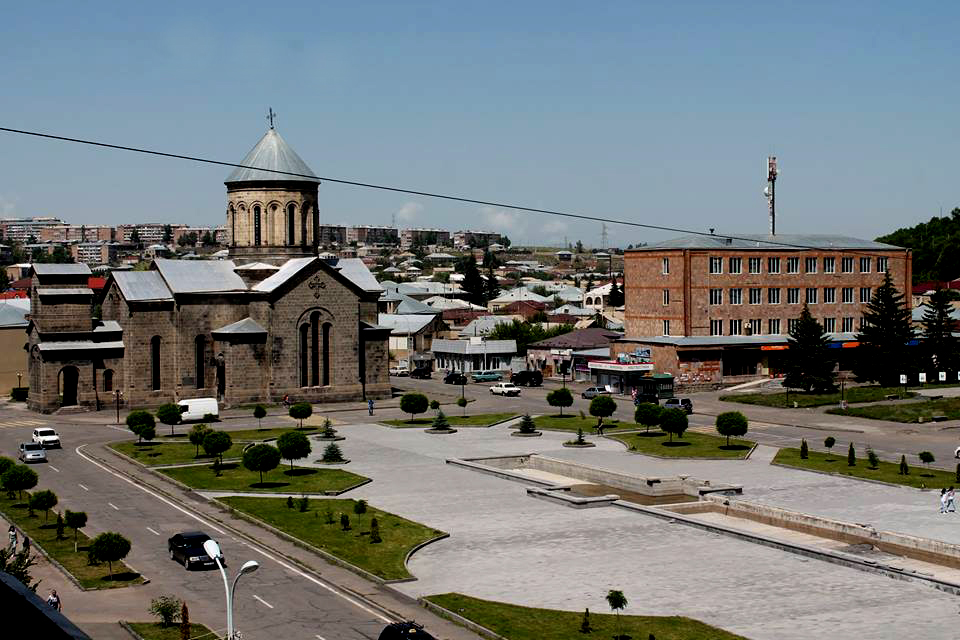
Zentraler Platz, 2022
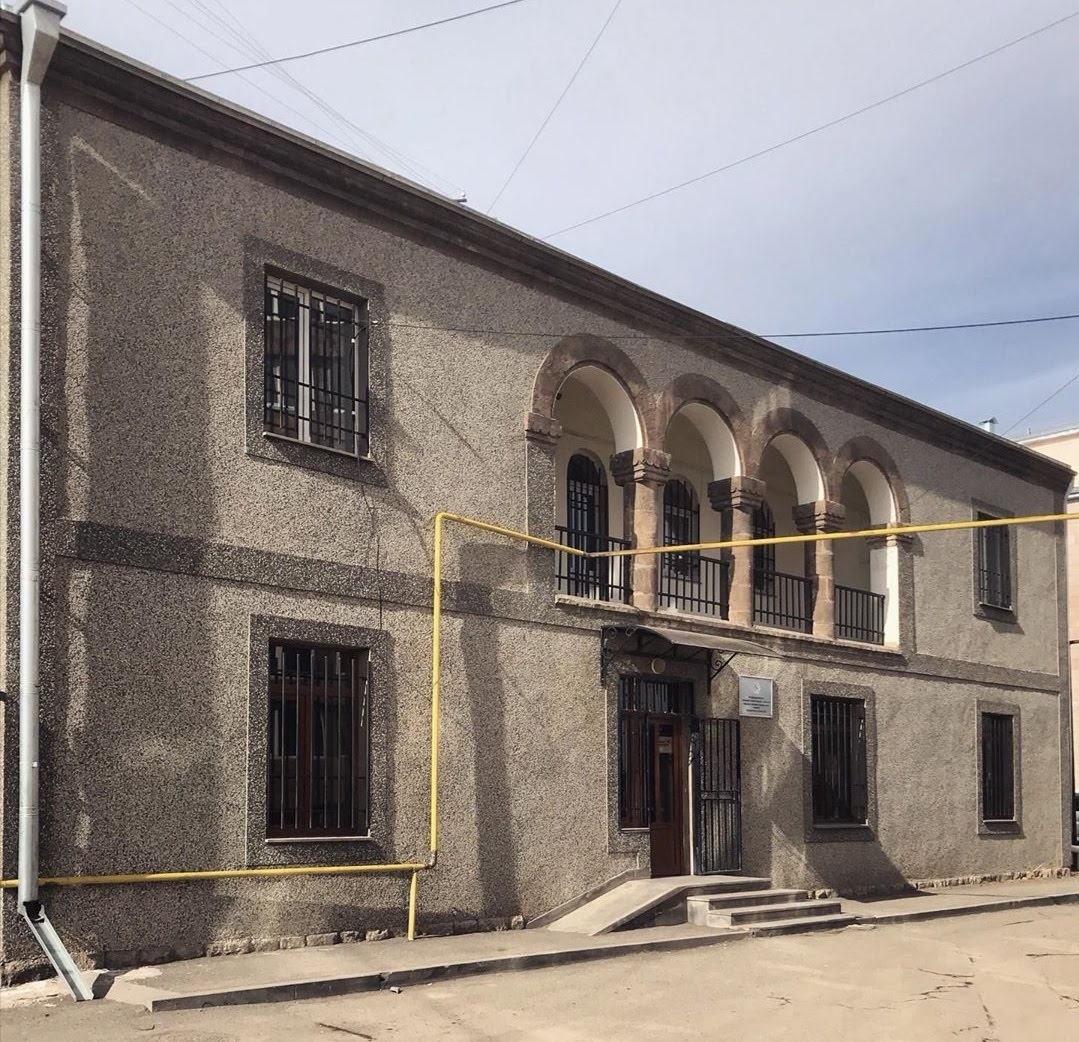
Verwaltungsgebäude aus den 50er Jahren, 2020
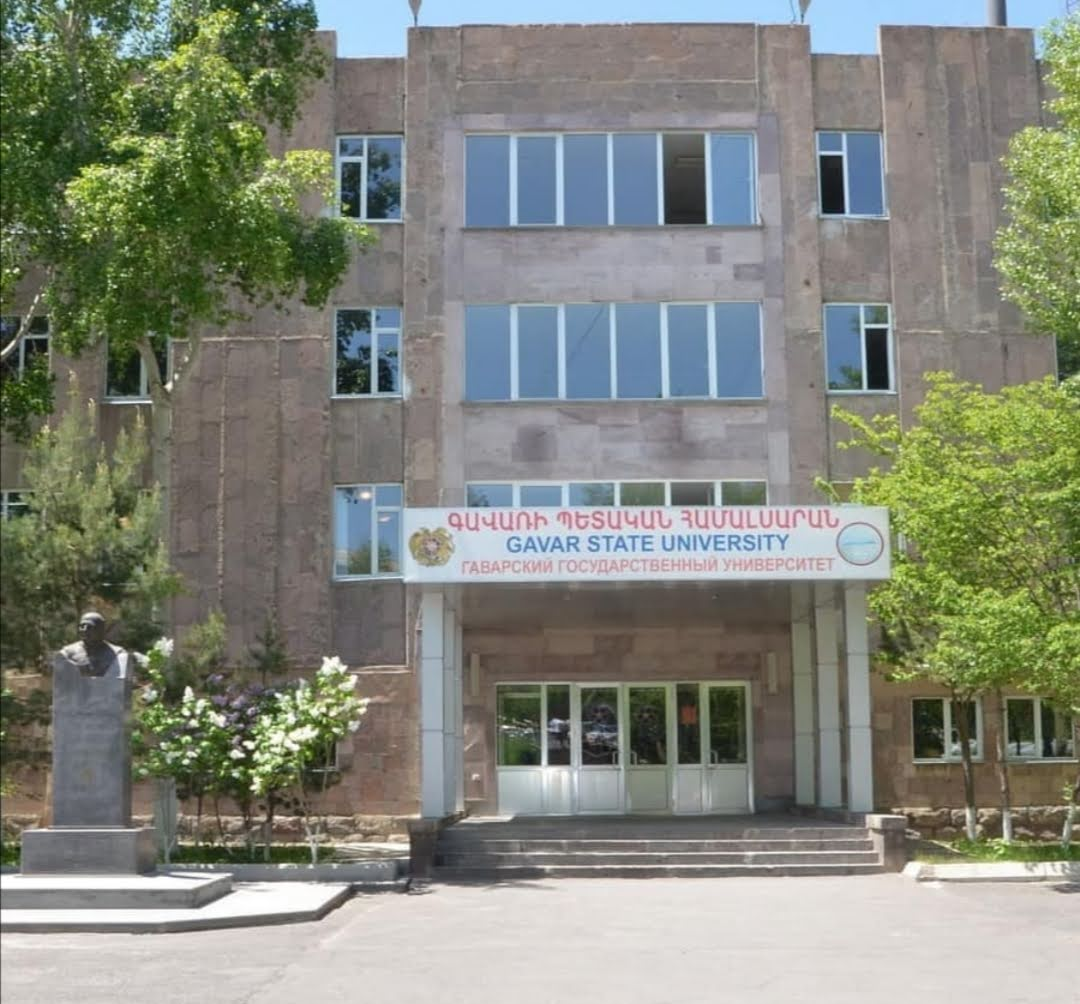
Universität, 2019
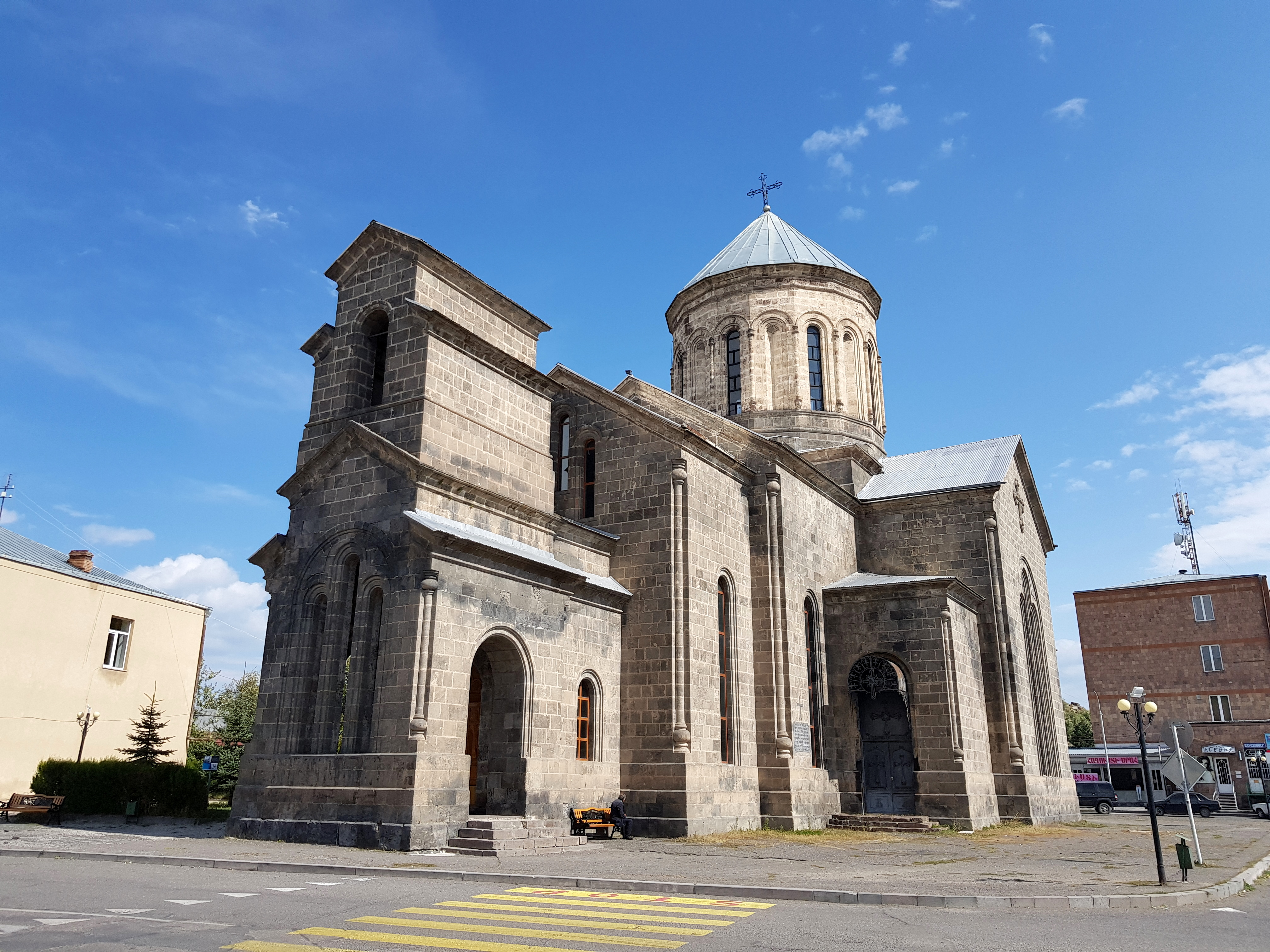
Kirche der Heiligen Mutter Gottes, 2019
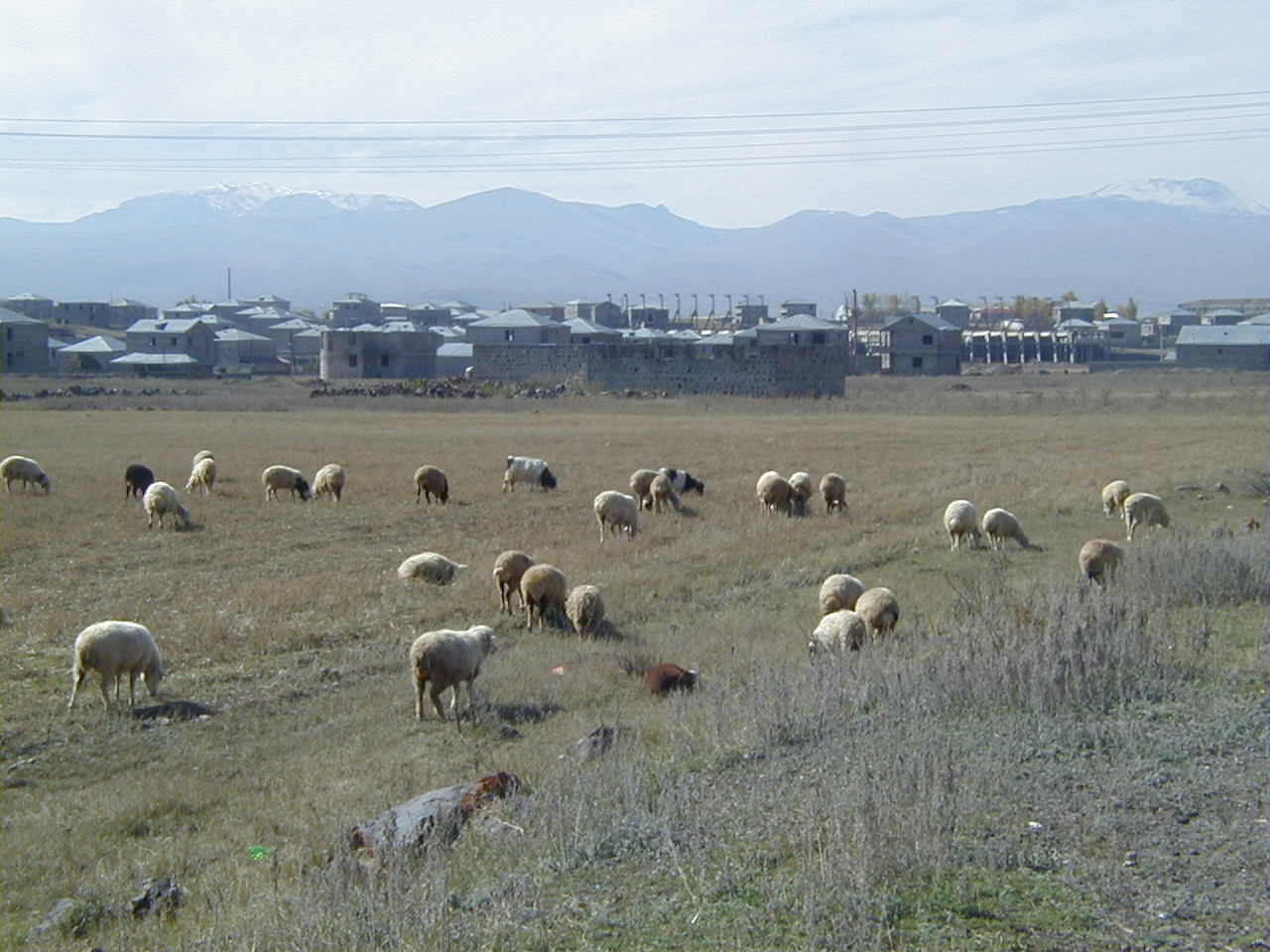
Randgebiet der Stadt, 2009
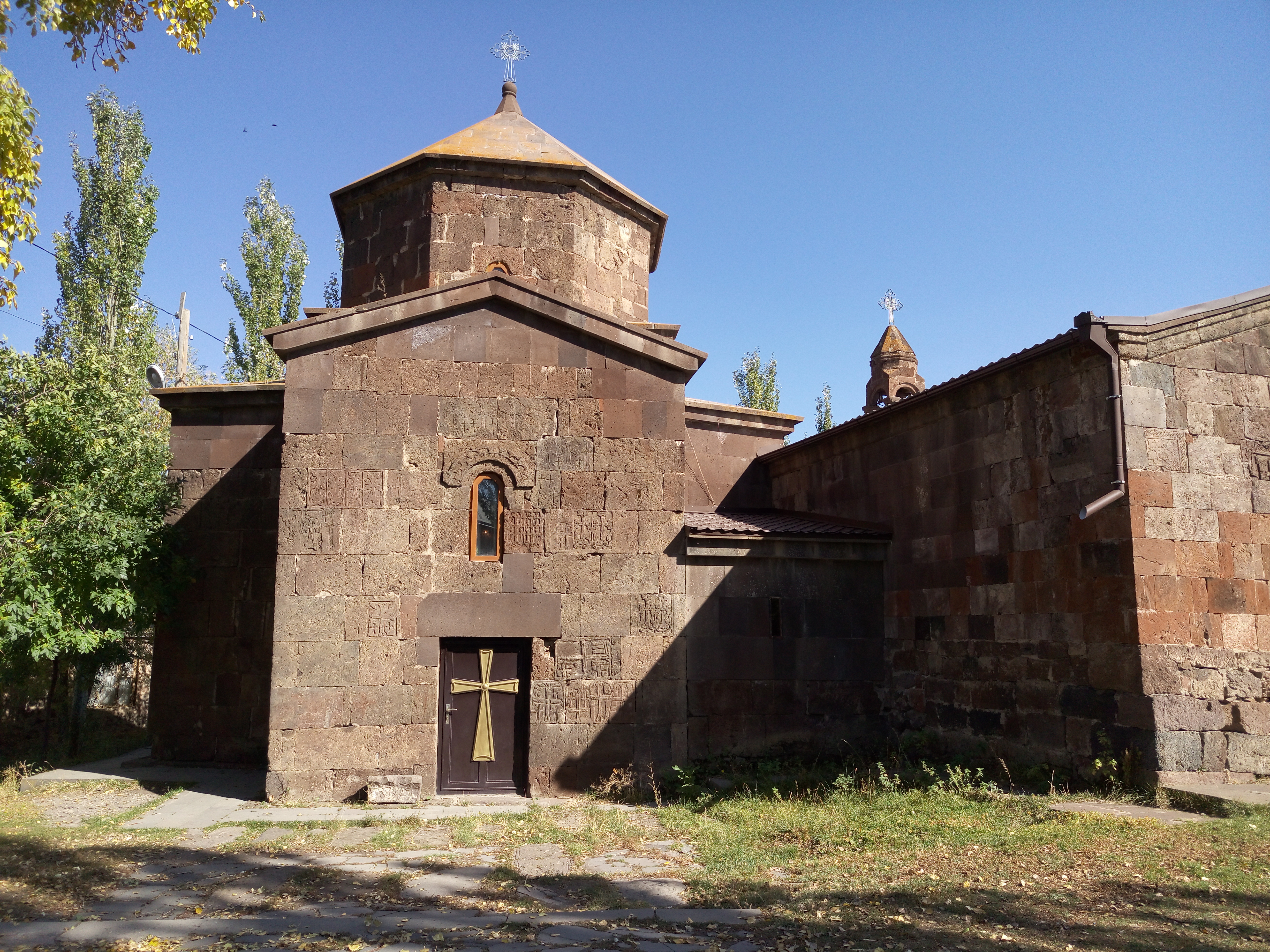
Kloster Arnegh, 2016

## Söhne und Töchter der Stadt
- Samwel Kotscharjanz (1909–1993), armenisch-sowjetischer Elektrotechniker und Kernwaffentechniker
- Frunse Dowlatjan (1927–1997), sowjetisch-armenischer Regisseur und Schauspieler
- Anna Karapetjan (* 1977), armenische Politikerin, Rechtsanwältin und Abgeordnete (Partei Zivilvertrag)